# A Boy Named Sue
A Boy Named Sue es un documental estadounidense de 2001 dirigido por Julie Wyman. Muestra la vida y la transición de Theo, un hombre transgénero que pasa por varias etapas de transición (incluida una mastectomía y terapia hormonal). El protagonista es filmado extensamente durante toda la película, concede numerosas entrevistas y, finalmente, se establece como un hombre homosexual. El título de la película está tomado de la canción A Boy Named Sue.

## Distribución y recepción
El documental se proyectó en varios festivales, incluido el Festival Internacional de Cine Lésbico y Gay de San Francisco 0
de 2000 y Reel Affirmations. Fue nominado para un premio GLAAD Media Award en 2004.